# Mohd Azlan Iskandar
Mohd Azlan Iskandar (* 1. Juni 1982 in Kuching, Sarawak) ist ein ehemaliger malaysischer Squashspieler.

## Karriere
Mohd Azlan Iskandar war von 2000 bis 2012 auf der Profitour aktiv und gewann in dieser Zeit 14 Titel. Er wuchs als Sohn einer Malaysierin und eines Schotten in Malaysia auf, ehe er früh in seiner Karriere nach London zog. Gemeinsam mit seinem Landsmann Ong Beng Hee lebte und trainierte er dort zu seiner aktiven Zeit als Profisportler unter dem Training Peter Genevers. Neben einer Bronzemedaille bei den World Games 2009 gewann er außerdem jeweils eine Bronze-, Silber- und Goldmedaille bei den Asienspielen 2006 bzw. 2010. In den Jahren 2006 und 2008 wurde er mit der malaysischen Nationalmannschaft Asienmeister, im Einzel gelang ihm dieser Erfolg in den Jahren 2008 und 2010. Mit der Nationalmannschaft nahm er 1999, 2001, 2003, 2005, 2007, 2009 und 2011 an Weltmeisterschaften teil. Seine höchste Platzierung in der Weltrangliste war Rang zehn im März 2011. Am 2. September 2012 gab Mohd Azlan Iskandar seinen Rücktritt bekannt. 2014 gab er ein Comeback bei den Malaysian Open, um sich auf die Asienspiele 2014 vorzubereiten. Dort gewann er mit der Mannschaft eine weitere Silbermedaille.
Mohd Azlan Iskandar ist seit Dezember 2012 mit Ung Yiu Lin verheiratet, mit der er im Dezember 2013 eine Tochter bekam.

## Erfolge
- Asienmeister im Einzel: 2008, 2010
- Asienmeister mit der Mannschaft: 2006, 2008
- Gewonnene PSA-Titel: 14
- Asienspiele: 1 × Gold (Einzel 2010), 3 × Silber (Einzel 2006, Mannschaft 2010 und 2014), 1 × Bronze (Einzel 2002)
- World Games: 1 × Bronze (2009)
- Malaysischer Meister: 2010, 2011